# استخدام التقانة الحيوية في تصنيع الأدوية
 استخدام التقانة الحيوية في تصنيع الأدوية  (بالإنجليزية:  Use of biotechnology in pharmaceutical manufacturing)‏

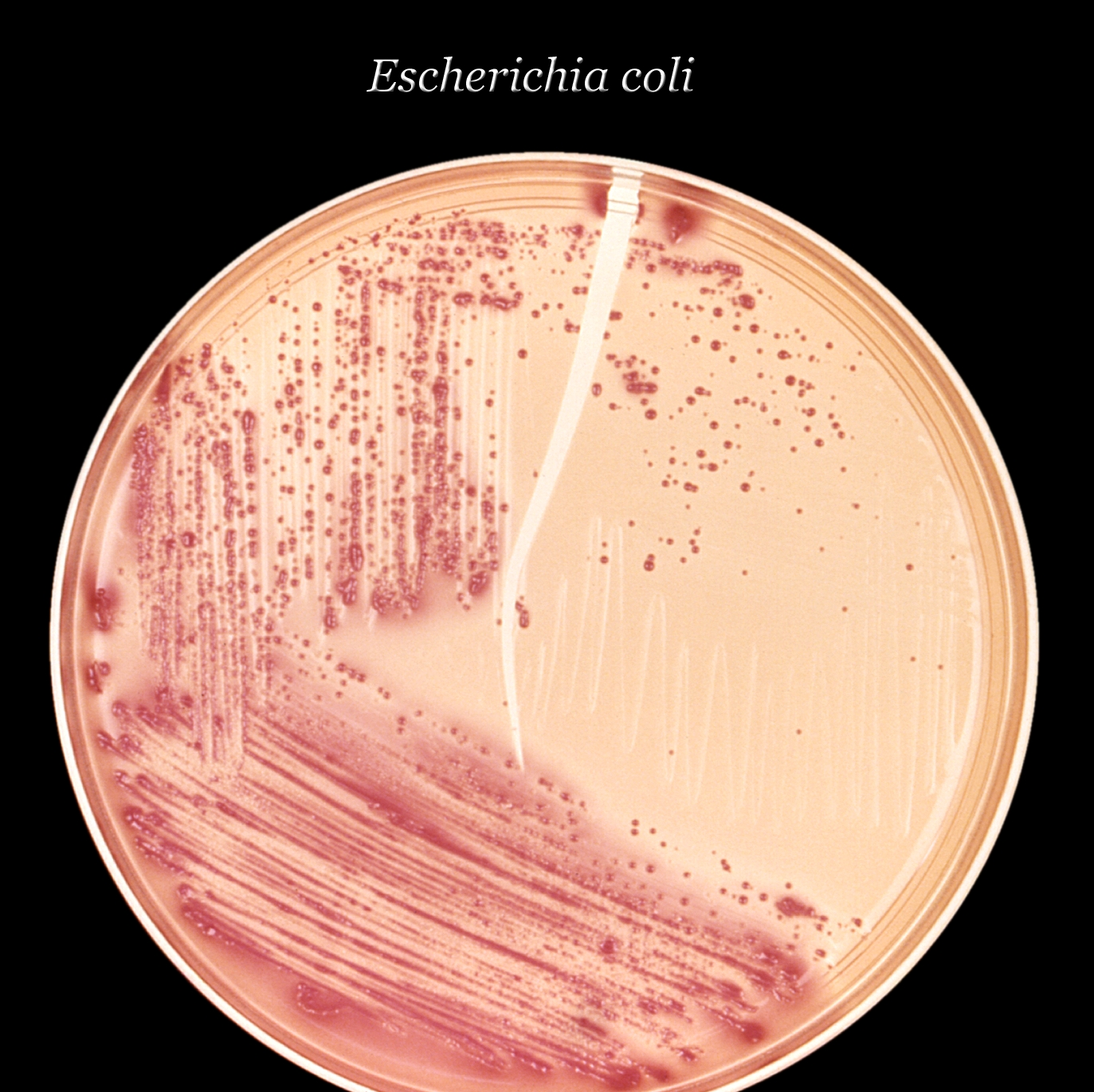
البكتريا الإشريكية القولونية، المستخدمة غالباً في تصنيع المنتجات الدوائية الطبية.

 تعتمد أساليب تصنيع الأدوية الحديثة بصورةٍ متكررةٍ على التقانة الحيوية.

## الإنسولين البشري

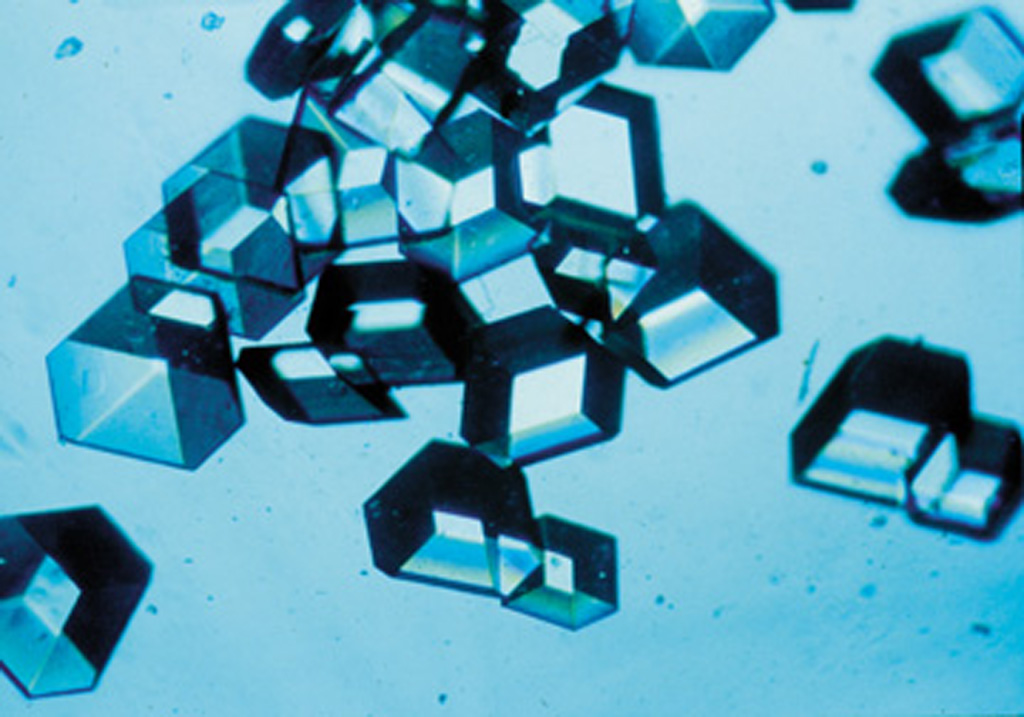
بلورات الإنسولين

كان من بين الاستخدامات الأولى المبكرة للتقانة الحيوية في مجال التصنيع الدوائي، استخدامها في تقانة الإتحاد الدنوي (بالإنجليزية: recombinant DNA)‏ لتعدبل بكتريا الإشريكية القولونيةبهدف إنتاج الإنسولين البشري، والتي تم إجرائها في شركةجنينتيك (بالإنجليزية: Genentech)‏ الأمريكية في عام 1978. وكان الإنسولين قبيل تطوير هذا الأسلوب، يتم استخلاصه من الغدد البنكرياسية في الماشية، الخنازير، وحيوانات المزرعة الأخرى. وفي حين أثبت الإنسولين المشتق من الحيوانات فعاليته في علاج مرض السكري بصورةٍ عامةٍ، إلا أنه لا يمكن تمييزه عن الإنسولين البشري، وربما يسفر نتيجةً لذلك عن وقوع تفاعلات حساسية. وقد استطاع باحثوا شركة جينينتك لصناعة الادوية اللأمريكية إنتاج مورثاتٍ (جيناتٍ) صناعيةٍ لكل واحدةٍ من سلسلتي البروتين التي تكون جزيء الإنسولين. ثم تم زرع أو دمج تلك الجينات الصناعية... داخل البلازميدات.... ضمن مجموعةٍ من المورثات والتي " تتسم بأنه تم تنشيطها وتفعيلها بواسطة اللاكتوز (سكر الحليب). ومن ثم، تم تفعيل الجينات المنتجة للإنسولين كذلك بواسطة اللاكتوز (سكر الحليب). هذا وقد تم زراعة أو دمج البلازميدات المؤتلفة داخل بكتريا الإشريكية القولونية، "والتي تم حثها على إنتاج 100.000 جزيء من كلتا السلسلتين ألف وباء للإنسولين البشري." ثم يتم الجمع بين سلسلتي البروتين لإنتاج جزيئات الإنسولين.

## هرمون النمو البشري

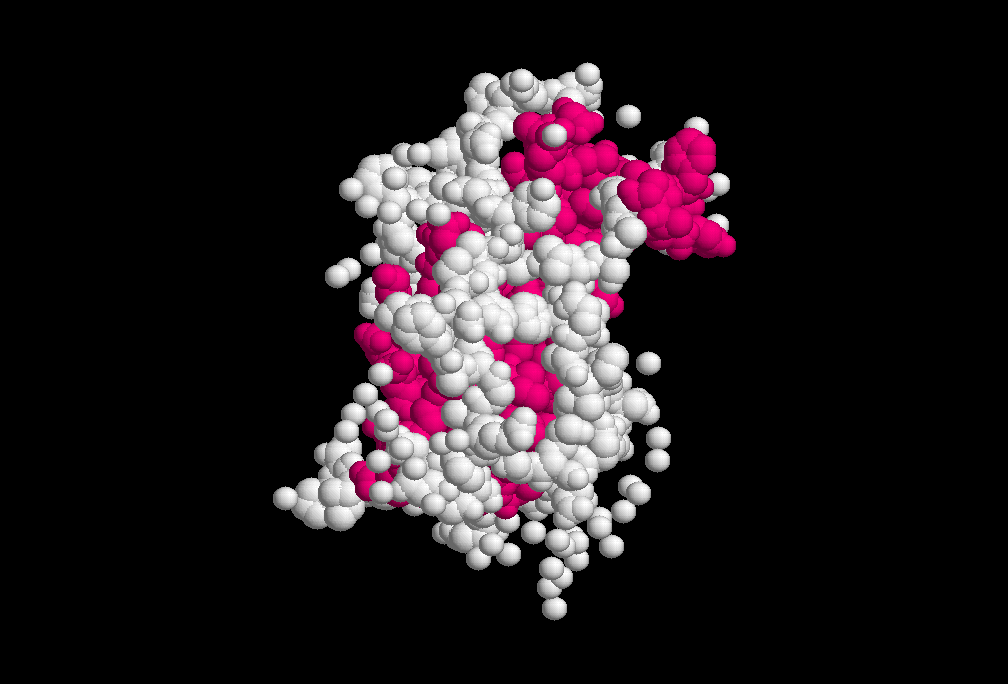
هرمون النمو

وقد تم تصنيع الهرمون، قبيل استخدام تقانة الاتحاد الدنوي لتعديل البكتريا لإنتاج هرمون النمو البشري، بواسطة استخلاص الهرمون البشرى من الغدد النخامية بالجثث المتوفاة، حيث أنه لا توجد لهرمونات النمو الحيواني أية قيمة علاجية للبشر. وهنا يتطلب إنتاج مداد عامٍ واحدٍ من هرمون النمو البشري نحو 50 غدةً لجثثٍ ميتةٍ، مما يؤدي إلى وجود نقصٍ حيويٍ في الهرمون. وفي عام 1979، أنتج الباحثون في معامل شركة جنينتك الأمريكية هرمون النمو البشري من خلال إضافة شفرة الحمض النووي إلى هرمون النمو البشري إلى البلازميد والذي يتم زراعته في بكتريا الإشريكية القولونية. وهنا نلاحظ أن الجين، الذي تم إضافته بعد ذلك إلى داخل البلازميد، تم إنتاجه بواسطة عملية النسخ المعكوس للـ mRNA الموجود في الغدد النخامية للحمض النووي التكميلي. ويقع HaeIII، وهو أحد أنواع إنزيمات الإعاقة والذي يقوم بدوره في مواقع الإعاقة في "المنطقة 3’ غير المشفرة"، وكذلك في الشيفرة الثلاثية (الكودون) الثالثة والعشرين في الدنا التكميلي (بالإنجليزية: complementary DNA)‏ لهرمون النمو البشري، هذا ويُستخدم HaeIII في إنتاج "قطعة حمض نووي من أصل 551 زوجاً أساسياً والتي تتضمن سلاسل التشفير للأحماض الأمينية 24- 191 من HGH". ثم يتم بعد ذلك إنتاجقطعة "محول" الحمض النووي كيميائي التركيب في شيفرة بدء ATG الثلاثية (الكودون).." مع كودونات الأول من خلال الأحماض الأمينية الثلاثة والعشرين في هرمون النمو البشري. حيث تتجمع قطعتي الحمض النووي لتشكيل جيناً معدلاً طبيعي التركيب. مما يجعلنا نلاحظ أن استخدام طرق إنتاج الحمض النووي التركيبية لإنتاج المورثات أو الجينات التي يمكن تحويلها لهرمونات النمو البشري في الإشريكية القولونية تُعَدُ مرهقةً ومجهدةً بصورةٍ متزايدةٍ بسبب الطول الواضح لسلسة الحمض النووي في هرمون النمو البشري. على الرغم من ذلك، فلو تم تضمين أو إدراجcDNA المعكوس كتابةً من mRNA في هرمون النمو البشري مباشرةً في البلازميد المدرج في الإشريكية القولونية، فإن البكتريا ستقوم بتحويل وترجمة مناطق المورثات أو الجينات التي لا يمكن ترجمتها أو تحويلها في البشر، ومن ثم يتم إنتاج "هرمونٍ قبليٍ يحتوي على 26 حمضاً أمينياً"والتي يكون من الصعب إزالتها.

## عوامل تخثر الدم البشري
وكان يتم إنتاج عوامل تخثر الدم البشري، قبيل تطوير وتصديق منظمة الأغذية والزراعة على وسيلة إنتاج عوامل تخثر الدم البشري باستخدام تقنيات الاتحاد الدنوي، من الد المتبرع به والذي كان يتم فحصه بصورةٍ غير متكافئةٍ بحثاً عن فيروس نقص المناعة المكتسب (الإيدز). مما جعل عدوى الإيدز خطراً مهدداً للمرضى الذين يعانون من مرض الناعور والذين يحصلون على عواملٍ لتخثر الدم البشري:
أشارت معظم التقارير إلى أنه من 60% إلى 80% من مرضى الناعور والذيت تعرضوا للعامل الثامن والتي تركزت فيما بين 1979 و1084 م كانت عينات دمهم المفحوصة إيجابية المصل لفيروس نقص المناعة البشري المكتسب بواسطة فحص اللطخة الغربية. ومع حلول مايو 1988، تعرض أكثر من 659 من مرضى الناعور إلى فيروس الإيدز...
كما كان أول عاملٍ لتخثر الدم البشري تم إنتاجه بكمياتٍ كبيرةٍ ملحوظةٍ باستخدام تقانة الاتحاد الدنوي هو العامل التاسع (بالإنجليزية: Factor IX)‏، والذي تم إنتاجه باستخدام خلايا مبيض حيوان الهمستر الصيني المهندس جينياً في عام 1986. ونتيجة افتقارهم إلى خريطة الجين البشري، حصل الباحثون على سلسلةٍ معروفةٍ من الحمض النووي للعامل التاسع فاحصين الأحماض الأمينية للعامل التاسع:
نتيجة التسلسل الجزئي للعامل التاسع عالي النقاء.... استطاع ذلك العامل إنتاج تسلسلاتٍ للأحماض الأمينية لبناء وتكوين مسابير أو مجسات الأليغنوكليوتيد (بالإنجليزية: oligonucleotide probes)‏.
ثم اسْتُخْدِمَ بعد ذلك التسلسل المعروف للحمض النووي للعامل التاسع في البحث عن شفرة المورث (الجين) للعامل التاسع في معامل الحمض النووي الموجودة في الكبد البشري، حيث أنه من المعروف أن عوامل التخثر الدموي ينتجها الكبد البشري:
وهنا تم تركيب وتسمية مسبار الأليغنوكليوتيد الفريد... المتماثل مع mRNA العامل التاسع...حيث استخدم المسبار الناتج في مسح معمل DNA مزدوج الحصار بالكبد البشري... وتحتوى تسلسلات الحمض النووي المكتملة ثنائية الحصار والخاصة بـ cDNA (المرتبط)... كل أنواع تسلسلات التشفير COOH– الطرفية للكودن الحادي عشر (11) وسلسلة 3’ الغير متحولة تماماً.
حيث اسْتُخْدِمَت سلسلة cDNA تلك في إيجاد باقي تسلسلات الحمض النووي الباقية المكونة لجين العامل التاسع من خلال البحث عن الحمض النووي في الكرموسوم إكس:
تم تجهيز مكتبة جينومية من كرموسوم xxxx البشري... كما تم مسحها باستخدام مسبار أو مجس cDNA للعامل التاسع. هذا وتم عزل الفاج المؤتلف المهجن، تنقية الصحيفة، وعزل الحمض النووي. هذا وقد تم رسم خريطة المعوقات، والتحليل الجنوبي، وكذلك تعرف الحمض النووي المسلسل المسموح للخمسة مضامين المحتوية على الفاج المؤتلف – والتي تراكبت في التسلسلات العامة الشائعة، ثم تم تشفير كل جين العامل التاسع 35kb.
ثم تم تضمين البلازميدات المحتوية على جين العامل التاسع جنباً إلى جنب مع البلازميدات مع الجين الخاص بالتشفير لمقاومة methotrexate، داخل خلايا مبيض الهمستر الصيني من خلال انتقال العدوى. وتضمنت عملية انتقال العدوى حقن الحمض النووي إلى داخل الخلية حقيقية النواة. وعلى عكس العملية المماثلة لتكوين البكتريا، فإن الحمض النووي المنتقل بالعدوى ليس متحداً أو متداخلاً بصورةٍ عاديةٍ داخل جينوم الجلية، ومن ثم فلا يتم تمريره غالباً إلى الأجيال المتلاحقة بواسطة انقسامات الخللية. ومن ثم، وللحصول على عملية انتقالٍ للعدوى «ثابتة ومستقرة»، هذا ولابد من انتقال الجين الذي يُضفي ميزة الإنعاش الهامة كذلك، مما يؤدي إلى زيادة أعداد الجينومات التي انتقل حمضها النووي بالعدوى، كما أن الخلايا التي لم يندمج حمضها النووي يتم القضاء عليها. وفي حالة هذه الدراسة، فقد حفز "نمو تركيزات methotrexate المتزايدة  " من إحياء وانعاش ثبات الخلايا المنتقلة بالعدوى، كما أنه تم وقف نمو الخلايا الأخرى وسحقها.
أنتجت خلايا مبيض الهمستر الصيني التي تعرضت للعدوى الانتقالية بصورةٍ مستقرةٍ كمياتٍ ملحوظةٍ من العامل التاسع، والذي تبين أن له خصائصاً جوهريةً تجلطية (تساعد على التخثر)، وذلك على الرغم من أن ذلك بدرجةٍ أقل عن العامل التاسع المنتج في الدم البشري:
تم قياس النشاط الخاص للعامل التاسع المؤتلف على أساس القياس المباشر للنشاط التخثري... حيث كان النشاط الخاص للعامل التاسع المؤتلف 75 وحدة/ مليغرام.... مقارنةً بـ 150 وحدةً/ مليغرام للعانل التاسع المشتق من البلازما...
وفي عام 1992، صدقت منظمة الأغذية والزراعة العالمية على العامل التاسع المنتَج بواسطة خلايا مبيض الهمسير الصيني المعدلة وراثياً، والذي يمثل أول عامل تخثرٍ للدم تم اعتماده، بعد إنتاجه باستخدام تقانة حمض نووي مؤتلف.

## حيوانات المزرعة المعدلة وراثياً

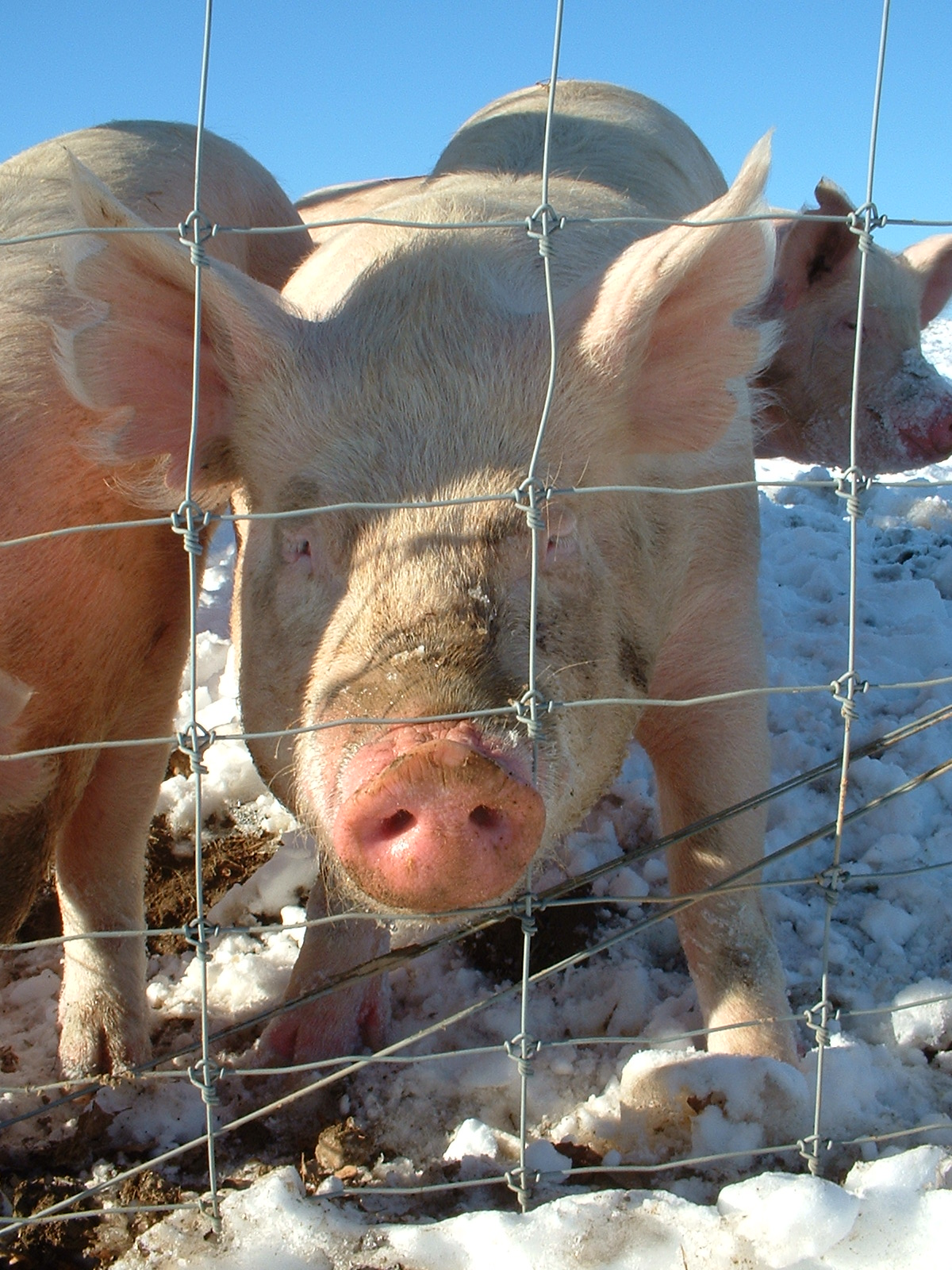
الخنزير، قد تستخدم الأجيال المعدلة وراثياً منه لإنتاج بدائل الدم الصالحة للاستخدام في البشر.

هذا وتم استخدام أساليب الحمض النووي المؤتلف لإنتاج حيوانات المزارع المهندسة وراثياً والتي تتسم بأن لها القدرة على إنتاج المنتجات الدوائية لاستخدامها في علاج البشر. وعلى سبيل المثال لا الحصر، الخنازير التي تقوم بإنتاج الهموغلوبين البشري تم إنتاجها وتعديلها جينياً. ففي حين لا يمكن نقل دم تلك الخنازير مباشرةً إلى البشر، فإنه يمكن تنقية الهموغلوبين وتوظيفه في تصنيع بدائل الدم.